# 닛파역
닛파역(일본어: 新羽駅, にっぱえき)은 일본 가나가와현 요코하마시 고호쿠구에 있는 철도역이다.

## 타는 곳
| 1 | ■ 블루 라인 | 신요코하마・요코하마・간나이・가미오오카・도쓰카・쇼난다이 방면                                  |
| 2 | ■ 블루 라인 | 신요코하마・요코하마・간나이・가미오오카・도쓰카・쇼난다이 방면 (이 역을 시점으로 운행하는 열차) |
| 3 | ■ 블루 라인 | 아자미노 방면(이 역을 시점으로 운행하는 열차)                                                    |
| 4 | ■ 블루 라인 | 아자미노 방면                                                                                    |

## 역사
- 1993년 3월 18일: 영업 개시.
- 2007년 4월 21일: 스크린도어 사용 개시.

## 사진

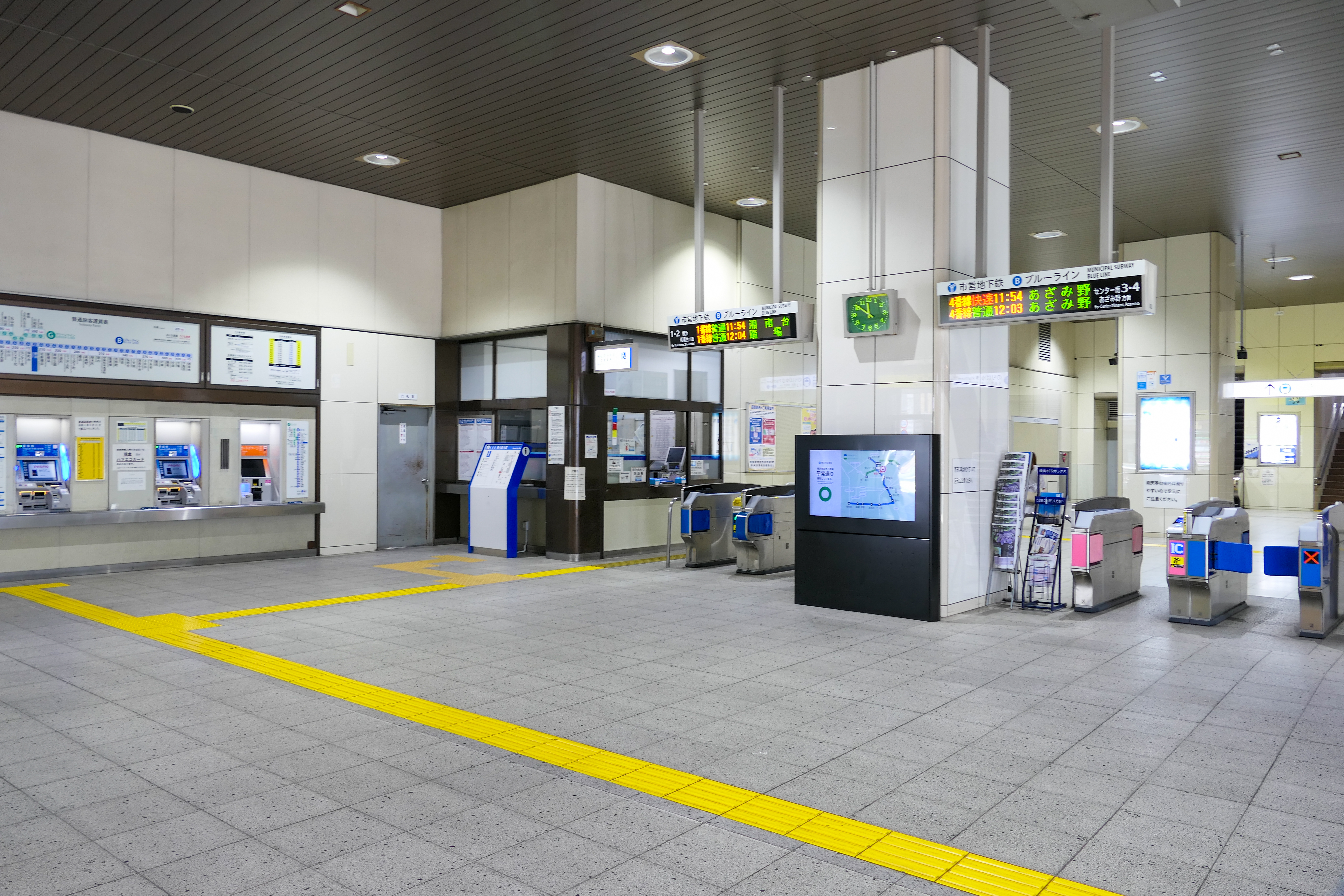
개찰 모습(2023년 5월 27일)
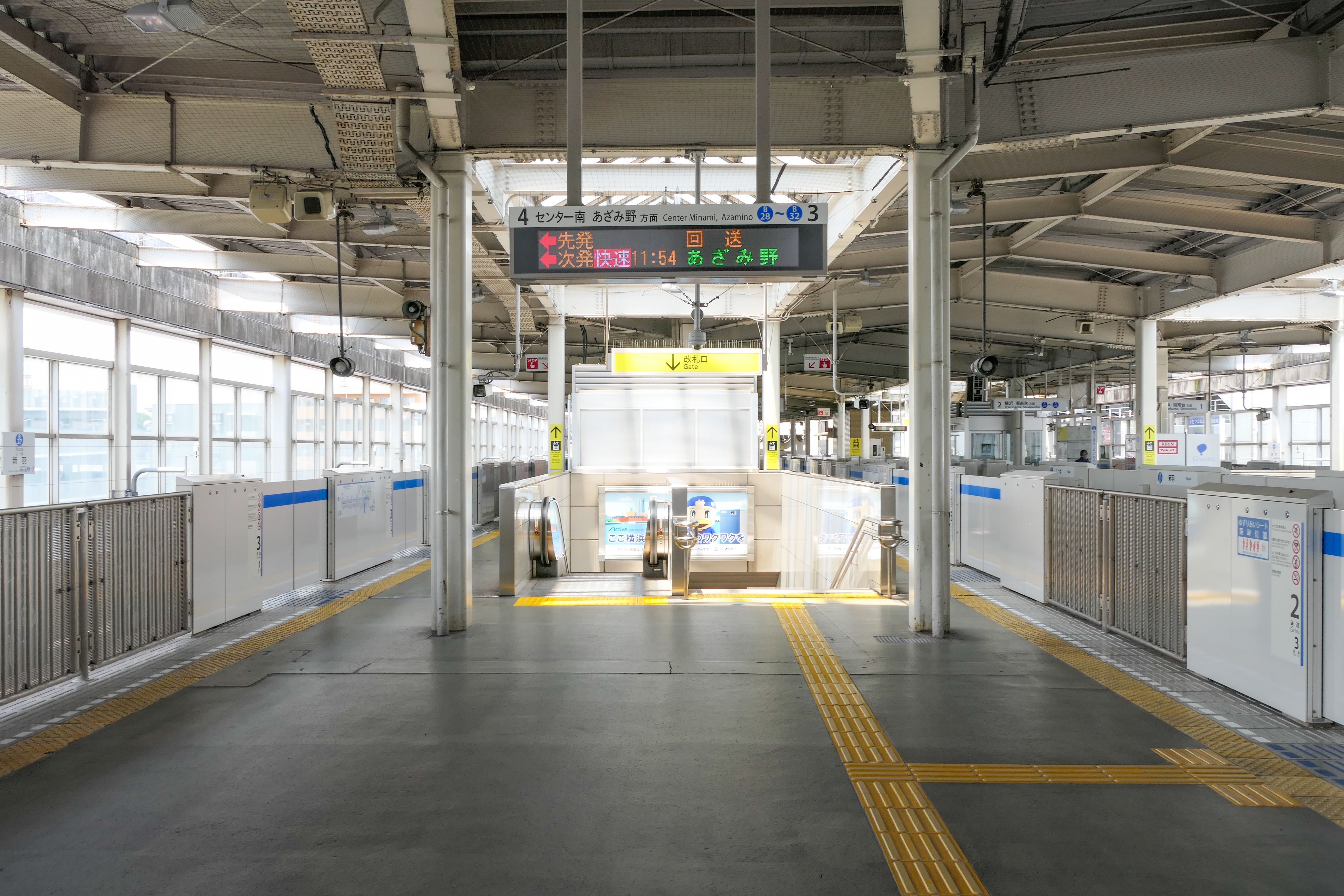
3번 및 4번 승강장 모습(2023년 5월 27일)

## 인접역
| ■ 요코하마 시영 지하철 블루 라인(3호선) | ■ 요코하마 시영 지하철 블루 라인(3호선) | ■ 요코하마 시영 지하철 블루 라인(3호선) |
| --------------------------------------- | --------------------------------------- | --------------------------------------- |
| B25 신요코하마 쇼난다이 방면            | ■ 쾌속                                  | 나카마치다이 B28 아자미노 방면          |
| B26 기타신요코하마 쇼난다이 방면        | ■ 보통                                  | 나카마치다이 B28 아자미노 방면          |